# Β-caroteno
El β-caroteno (beta-caroteno) es un pigmento orgánico de color rojo anaranjado intenso en las plantas y las frutas. Es un miembro de los carotenos, que son terpenoides (isoprenoides), sintetizados bioquímicamente a partir de ocho unidades de isopreno y, por lo tanto, tienen 40 carbonos. Entre los carotenos, el β-caroteno se distingue por tener anillos beta en ambos extremos de la molécula. El β-caroteno se biosintetiza a partir de piranofosfato de geranilgeranilo.
El β-caroteno es la forma más común de caroteno en las plantas. Cuando se usa como colorante para alimentos, tiene el número E E160a.: 119  La estructura fue deducida por Karrer et al. en 1930. En la naturaleza, el β-caroteno es un precursor (forma inactiva) de la vitamina A a través de la acción del beta-caroteno 15,15'-monooxigenasa.
El aislamiento de β-caroteno a partir de frutas abundantes en carotenoides se realiza comúnmente mediante cromatografía en columna. También se puede extraer de las algas ricas en betacaroteno, Dunaliella salina. La separación del β-caroteno de la mezcla de otros carotenoides se basa en la polaridad de un compuesto. El β-caroteno es un compuesto no polar, por lo que se separa con un solvente no polar como el hexano. Al estar altamente conjugado, tiene un color intenso y, como hidrocarburo que carece de grupos funcionales, es muy lipófilo.

## Provitamina A actividad
Los carotenoides vegetales son la principal fuente dietética de provitamina A en todo el mundo, con el β-caroteno como el carotenoide provitamina A más conocido. Otros incluyen α-caroteno y β-criptoxantina. La absorción de carotenoides está restringida al duodeno del intestino delgado y depende de la proteína de la membrana del receptor del eliminador de clase B (SR-B1), que también es responsable de la absorción de la vitamina E (α-tocoferol). Una molécula de β-caroteno puede ser escindida por la enzima intestinal β, β-caroteno 15,15'-monooxigenasa en dos moléculas de vitamina A.
La eficiencia de absorción se estima entre 9 y 22%. La absorción y conversión de los carotenoides puede depender de la forma del β-caroteno (p. Ej., vegetales cocidos vs. crudos, o en un suplemento), la ingesta de grasas y aceites al mismo tiempo y las reservas actuales de vitamina A y β -caroteno en el cuerpo. Los investigadores enumeran estos factores que determinan la actividad provitamina A de los carotenoides:
- Especies de caroteno
- Vinculación molecular
- Cantidad en la comida
- Propiedades de la matriz
- Efectores
- Estado de nutrientes
- Genética
- Especificidad de host
- Interacciones entre factores

### Escisión simétrica y asimétrica
En la cadena molecular entre los dos anillos de ciclohexilo, el β-caroteno se escinde simétricamente o asimétricamente. La escisión simétrica con la enzima β, β-caroteno-15,15'-dioxigenasa requiere un antioxidante como el α-tocoferol. Esta escisión simétrica proporciona dos moléculas retinianas equivalentes y cada molécula retiniana reacciona para dar retinol (vitamina A) y ácido retinoico. El β-caroteno también se divide en dos productos asimétricos; El producto es β-apocarotenal (8', 10', 12'). La escisión asimétrica reduce significativamente el nivel de ácido retinoico.

### Factores de conversión
Desde 2001, el Instituto de Medicina de los Estados Unidos utiliza los equivalentes de actividad de retinol (RAE) para sus consumos de referencia dietéticos, definidos de la siguiente manera:

#### Equivalentes de actividad de retinol (RAE)
1 µg RE = 1 µg de retinol
1 µg RAE = 2 µg de todo trans -β-caroteno a partir de suplementos
1 µg RAE = 12 µg de todo trans -β-caroteno de los alimentos
1 µg RAE = 24 µg de α-caroteno o β-criptoxantina de los alimentos
La RAE tiene en cuenta la absorción y conversión variables de los carotenoides a la vitamina A por parte de los seres humanos mejor y reemplaza al equivalente de retinol más antiguo (RE) (1 µg RE = 1 µg de retinol, 6 µg de β-caroteno, o 12 µg de α-caroteno o β-criptoxantina). RE fue desarrollado en 1967 por las Naciones Unidas / Organización Mundial de la Salud, Organización de las Naciones Unidas para la Agricultura y la Alimentación (FAO / OMS).
Otra unidad más antigua de la actividad de la vitamina A es la unidad internacional (UI). Al igual que el retinol equivalente, la unidad internacional no tiene en cuenta la absorción y conversión variables de los carotenoides a la vitamina A por parte de los humanos, así como el equivalente más moderno de la actividad del retinol. Desafortunadamente, alimentos y suplementos etiquetas todavía utilizan generalmente IU, pero IU se pueden convertir a la actividad retinol más útil equivalente como sigue:

#### Unidades Internacionales
- 1 µg RAE = 3.33 UI de retinol
- 1 UI de retinol = 0.3 μg RAE
- 1 UI de β-caroteno a partir de suplementos = 0.15 μg de RAE
- 1 UI de β-caroteno de los alimentos = 0.05 μg RAE
- 1 UI de α-caroteno o β-criptoxantina de un alimento = 0.025 μg de RAE1